# Skunk Fu!
 (mai 2022).
Skunk Fu! est une série télévisée d'animation irlandaise en 52 segments de 11 minutes créée par Aidan Harte et diffusée à partir de mai 2007 en Australie, puis en septembre 2007 aux États-Unis.
En France, la série a été diffusée sur Canal J, puis en 2007 et 2008 sur France 5 dans l'émission Midi les Zouzous et sur Gulli, et au Canada sur YTV ainsi qu'à la Télévision de Radio-Canada.
La série raconte les aventures d'animaux anthropomorphiques protégeant leur vallée grâce aux arts martiaux. La série relate les aventures du jeune Skunk, s'entraînant avec Panda, son maître Kung Fu avec l'aide de Lapin, Renarde, Tortue et d'autres, qui directement, ou indirectement, aident aussi Skunk à devenir un grand guerrier.

## Synopsis
Il y a bien longtemps, Dragon protégeait la vallée
Mais son arrogance lui attira les foudres du ciel
Il nous en tint pour responsables
Depuis ce jour, enfermé dans sa prison de glace, il n'a plus qu'une idée en tête: nous détruire
Notre seul espoir, mon jeune élève, Skunk. - Panda
Skunk et les autres animaux de la vallée, dirigés par Panda, contrecarrent les efforts de Dragon pour s'emparer de la vallée avec ses serviteurs, les Singes Ninjas. Historiquement Dragon et Panda étaient amis, mais depuis que Dragon a été piégé, il perçoit les habitants de la vallée comme les responsables de sa chute, déplaçant les responsabilités de ses propres actions, et cherche à les détruire. Panda voit Skunk comme crucial pour sauver la vallée et s'efforce de l'entraîner. Ce dernier essaie souvent de dévoyer son entraînement, ce qui lui enseigne finalement la valeur de la leçon initiale par les conséquences de ses actes.

## Personnages

### Protagonistes
- Skunk - 10 ans. Skunk veut être un maître du Kung Fu, et il doit apprendre ses mouvements avec Panda. Il est vraiment pressé d'être un maître du combat, mais il refuse souvent de travailler. Skunk peut parfois être paresseux et impatient. Cependant, quand il s'y met, Skunk peut accomplir de grandes choses, faisant beaucoup pour atteindre le but défini. Skunk est très confiant envers ses amis, même Lapin, qui ne traite pas toujours Skunk avec respect. Plutôt que de se concentrer sur ses leçons, Skunk essaie de trouver la solution de facilité. Cependant, ses plans se retournent contre lui, le forçant à trouver un moyen pour s'en sortir tout en apprenant la leçon qu'il cherchait initialement à éviter. Bien qu'étant paresseux (voir l'épisode L'art d'être paresseux), et parfois malicieux, Skunk est un individu globalement bon qui se soucie de ses amis et essaye toujours de faire les bons choix. Il a aussi un mécanisme de défense unique avec lequel il émet un gaz vert et puant comme le ferait un sconse. Cela arrive généralement quand il est gêné, quand il a peur ou lorsqu'il est soudainement surpris (il skunke dans la version française). Bien qu'il soit efficace, Skunk lui-même est très embarrassé par ce pouvoir. Il a également déclaré qu'il est incapable de le faire à volonté (voir l'épisode L'art d'empester), à la différence des moufettes. Parfois Skunk part dans une mission qui n'a pas besoin de lui, ce qui crée des problèmes. Skunk est le meilleur ami de Cochon. Il s'appelle parfois Skunkzilla (une référence à Godzilla) ou Skunk-Kong quand il est plus grand que ses ennemis ou sur une grande machine (voir les épisodes L'art de contrôler les rêves et L'art d'être lourd). Il a été donné à Panda par les dieux du Ciel quand il leur a demandé de l'aide contre Dragon, laissant entendre qu'il a un destin plus grand qu'il ne le pense. Il semble aussi être le seul à être conscient de l'attachement de Lapin pour Renarde.

- Panda - 80 ans. Panda est un très sage maître qui passe son temps à entraîner Skunk dans des arts variés. Il était le meilleur ami de Dragon avant que celui-ci soit puni par les dieux du Ciel et devienne méchant. Quand il appela les dieux du Ciel pour de l'aide, Skunk descendit et Panda l'amena sur la voie du Kung Fu.. Lui et Dragon se respectent malgré tout.

- Lapin - 20 ans. Un violent, toujours de mauvaise humeur, égoïste animal qui recherche toujours le conflit. Il est très amoureux de Renarde et a beaucoup de mal à le cacher; il rêve parfois d'elle. Il se considère lui-même comme l'animal le plus fort de la Vallée. Il se bat parfois avec Panda à propos de ça. Il désire aussi devenir le chef afin de combattre Dragon tout de suite au lieu d'attendre les ordres de Panda. Il crée des plans pour attaquer les singes ninjas, mais cela se retourne toujours contre lui (voir l'épisode L'art de la stratégie). Il appelle Skunk, "petit", et aime aussi s'en prendre à lui et à en profiter. Il lui a même enseigné l'art de l'attitude, alors que Panda avait dit que Skunk n'y était pas prêt.

- Renarde - 19 ans. Une efficace, gracieuse combattante, Renarde est jolie et est le principal personnage féminin de la série. Comme une grande sœur pour Skunk, elle l'aide avec ses conseils judicieux (voir l'épisode L'art de la Patience), et est très équilibrée. Sous son apparence modeste, elle a un tempérament chaud et l'esprit d'un guerrier qui rend Lapin fou. Bien qu'il soit difficile de savoir si Renarde est agacée ou flattée de l'affection de Lapin, elle est attirée par lui, alors qu'elle le considère comme un goujat. Elle utilise souvent son allure pour échapper à ses ennemis (voir l'épisode L'art de la Patience). Elle a également maîtrisé l'art de manier l'éventail, et a réalisé l'attaque des 4 vents avec Grue, Canne et Skunk.

- Dr Tortue - Un vieux sage maître Kung Fu, il est le docteur de la vallée et aide à instruire Skunk. . Tortue est toujours heureux d'aider Panda et Tigre. C'est aussi un maître du cerf-volant et il fait un spectacle chaque année.

- Bœuf et Oiseau - Oiseau est le cerveau du duo. Il n'y a rien de meilleur pour eux que de se relaxer et accepter le fait qu'ils ne sont que des "moins que rien". Bœuf fut une fois considéré comme un grand héros quand il réussit l'art lui permettant de voir les Singes Ninjas devenus invisibles, et ce en vidant son esprit de toute pensée. Bœuf peut comprendre et parler le Singe Ninja.

- Tigre - Un vieil ami de Panda. Il affirme être un grand guerrier et avoir combattu une fois Dragon. Depuis cette bataille apparemment désastreuse, il est assez lâche mais il se bat férocement s'il est en colère.

- Cochon Un simple d'esprit qui passe tout son temps à se baigner dans la boue, souvent présenté comme stupide et manquant de mémoire. Cochon est le meilleur ami de Skunk. Bien qu'il aide rarement durant la bataille, il contribue à la lutte contre Dragon par d'autres moyens, comme manger toutes les truffes durant l'Année du Cochon de sorte que Dragon ne puisse pas les utiliser pour un sort afin de se libérer (voir l'épisode L'art de trouver la truffe). Cochon est un personnage sympathique mais est facilement influencé par Lapin pour refléter ses pensées. Toutefois, il est présenté comme un grand guerrier, comme quand il était convaincu d'être un singe ninja. Il a pu facilement battre Skunk, Lapin et Bestiole en même temps. Cochon souhaite être traité comme un adulte.

- Abeilles - Un nid plein d'abeilles qui ont tendance à attaquer n'importe qui, indépendamment du fait qu'ils soient amis ou ennemis. Elles parlent dans un langage de style hip-hop. Ensemble, elles peuvent prendre différentes formes telles que celle d'un nunchaku.

- Mme Canne - Une vieille canne sage. Comme Panda, elle connaît l'histoire de Dragon. Elle est aussi douée pour faire à manger dans l'art du Dim Sum Fu. Elle semble avoir un chant horrible. Elle, Grue et Renarde ont enseigné à Skunk l'art de manier l'éventail.

- Grue - La commère de la Vallée. Grue est souvent utilisée pour des missions aériennes et fait partie des personnes qui maitrisent l'art de manier l'éventail avec Canne, Renarde et le nouveau venu Skunk.

- Bestiole - L'observateur de la Vallée. Quand il parle, il fait de brèves pauses entre les mots (clin d'œil à l'acteur Christopher Walken). Il semble être masochiste, presque kamikaze, constamment à la recherche du danger dans l'espoir d'une issue tragique. Il exprime même sa déception quand la bataille fait rage favorablement. Malgré son désir d'être blessé, il veut mettre en place un combat honnête, mais à sa grande joie, il finit souvent écrasé et laissé de côté. Bestiole a une fois échangé son destin avec Skunk dans "L'art d'échanger son destin". Pour retrouver celui-ci, Skunk a essayé de le lui reprendre et y parvint lorsque Bestiole se rendit compte de la difficulté du destin de Skunk. Bestiole devint partenaire d'entraînement de Skunk à la fin de l'épisode.

- Serpent - Il aime infliger de la douleur (spécialement sur les Singes Ninjas) et est l'espion de la Vallée.

- Grenouille - Le maître du saut. Grenouille semble être un personnage niais qui aime faire rire les gens. Dans "L'art du Fou Rire", il aide Skunk à se débarrasser de son fou rire en le forçant à jouer à chaque fois qu'il rit.

- M. Poisson - Il est le grand patron des fonds marins et a des sentiments pour Canne, demandant à Skunk de lui faire une statue d'elle (voir l'épisode L'art de l'Art). Il enseigne à Skunk l'art du No Lung Fu(lutte en fonds marin) et vit dans un bocal à poissons à chaque fois qu'il doit voyager hors de l'eau. Il semble être un type de poisson-chat.

- Clignot la Luciole - Dans l'épisode "L'art de la Responsabilité", Clignot était l'ami de Skunk et accessoirement, son animal de compagnie, bien que les lucioles y voient Skunk l'inverse. Il ne peut pas parler, comme les lucioles adultes, et communique donc avec une série de bips, que Skunk utilise à son avantage dans les jeux. Il a aidé à stopper les raids nocturnes des Singes Ninjas en illuminant la Vallée comme moyen de défense. Il a fait des apparitions dans d'autres épisodes.

### Antagonistes
- Dragon - Le principal méchant de la série bien qu'il fût gentil autrefois. Il y a bien longtemps, les dieux du Ciel avaient fait de Dragon le gardien de la Vallée pour protéger les animaux qui y vivaient. Afin de maintenir son feu naturel dans la balance, les dieux du Ciel donnèrent à Dragon le pouvoir sur l'eau. À l'époque, Dragon était bon et un grand ami de Panda. Pour tester la loyauté de Dragon, les dieux du Ciel ont envoyé une sécheresse sur la Vallée. Dragon leur a demandé s'il pouvait utiliser son pouvoir sur l'eau pour endiguer la sécheresse, mais ceux-ci restèrent silencieux. Malgré les avertissements de Panda, Dragon, croyant qu'il n'y aurait pas de mal à utiliser ses pouvoirs pour aider, alla de l'avant et utilisa ses pouvoirs d'eau. En guise de punition pour ses actes impulsifs et sa désobéissance apparente (les deux sont regroupés dans le générique sous le terme arrogance), les dieux du Ciel dépouillèrent Dragon de sa capacité à voler et ses écailles d'or devinrent noires. Horrifié par son supplice, Dragon jura de se venger. Volant dans une grande colère, il chassa les animaux de la montagne avec son feu. Cependant, au cours de ses ravages, Dragon brûla la mystérieuse Fleur de Lotus, une fleur qui en quelque sorte lie le Ciel et la Terre. Avec cet acte, Dragon perdit ses pouvoirs sur l'eau, la seule chose qui tenait son feu en échec. Dragon a été gravement brûlé à cause de cela, ce qui le força à battre en retraite dans les eaux glacées d'un lac souterrain de la Montagne pour calmer ses brûlures. Maintenant, il doit être constamment plongé dans l'eau, ou son feu atteindra des niveaux insupportables. Aigri par la douleur et apparemment destiné à rester pour toujours dans le lac glacé, Dragon planifie sa revanche contre ceux qu'il croit être la cause de sa situation. Dans son mal, l'esprit amer, Dragon blâme les animaux de la Vallée pour son sort, et consacre beaucoup d'énergie à les détruire. En dépit de sa haine pour tous les animaux, Dragon semble respecter Panda pour son intelligence et ses capacités en Kung Fu, et peut-être encore pour l'amitié qu'ils avaient autrefois. Il est assez puissant, hormis son feu, il a eu connaissances de nombreux sorts puissants. Dans "L'Art de contrôler les rêves", il déteste les myrtilles. En dépit d'être le principal méchant de la série, Dragon est un personnage tragique, que ses bonnes intentions déçues ont aigri. Il y a une forte possibilité qu'il devienne bon à la fin de la série.

- Babouin - Le chef de l'armée de Dragon et celui envoyé pour mener à bien la plupart de ses complots diaboliques. Babouin dirige les singes ninjas et doit avoir peur de Dragon; il lui reste cependant fidèle. Il est amoureux de Renarde, mais elle n'a pas les mêmes sentiments pour lui. Elle est plus disposée à utiliser l'amour de Babouin contre lui (voir l'épisode L'art de la Patience). C'est un combattant doué mais sa stupidité et celle de ses serviteurs se traduit souvent par sa défaite.

- Singes Ninjas - Les soldats de Dragon, qui sont en général inefficaces. Il y a une potion qui peut les rendre invisibles, mais seules les personnes avec un esprit vide peuvent les voir (voir l'épisode L'art de voir l'invisible). Panda dit que les Singes Ninjas sont drôles à regarder, ce qui est souvent vrai. Les Singes Ninjas, si bien formés, sont vaincus facilement. Mais ce qu'ils perdent avec le manque de compétences, ils le compensent par leur nombre.

### Personnages secondaires
- Eepie - Un singe ninja légèrement plus intelligent dont Skunk tombe amoureux dans "L'Art d'aimer les singes" lorsque Babouin l'habille en femelle sconse.

- Parents de Clignot - Clignot, comme indiqué dans "L'Art de la Responsabilité" a une grande famille. On voit son père et sa mère à la fin de cet épisode.

- Maître Coq - Un coq qui existait quand Panda et Dragon étaient plus jeunes. Lapin a affirmé qu'il était un maître Kung Fu pour effrayer Skunk en lui racontant que celui-ci rôdait durant les nuits de pleine lune. Plus tard, Skunk et Tigre ont enfilé un déguisement de Maître Coq pour effrayer Lapin mais à la fin de l'épisode, il est laissé entendre qu'il existe réellement. Il est également apparu dans "L'Art d'échanger son destin".

## Distribution

### Voix originales
- Jules de Jongh : Skunk, Canne, Grue
- Paul Tylack : Panda, Lapin
- Patricia Rodriguez : Renarde
- Tony Acworth : Tortue, Bœuf, Oiseau, Cochon, Abeille, Bestiole, Singes Ninjas
- Paul McLoone : Babouin
- Rod Goodwell : Dragon, Tigre

### Voix françaises
- Chantal Baroin : Skunk
- Sylvain Lemarié : Panda, Babouin
- Cyrille Artaux : Lapin
- Cyrille Monge : Dragon, Cochon, Dr Tortue
- Patricia Piazza : Renarde
- Jean-Pascal Quilichini : Tigre, Oiseau, Grenouille, Mante

- Version française
  - Studio de doublage : Lincoln
  - Direction artistique : Cyrille Artaux
  - Adaptation : ?

## Diffusion et production
La série a été diffusée sur ABC Rollercoaster en Australie et BBC et S4C au Royaume-Uni et Super RTL en Allemagne. Cartoon Network Asia et Canal J en France ainsi que Gulli (entre février 2010 et juin 2011) ont également diffusé la série. France 5 a stoppé la diffusion de la série le 6 septembre 2010 et Gulli le 11 juin 2011. Skunk Fu! est une coproduction de Hoek, Line and Thinker aux Pays-Bas et les compagnies irlandaises Telegael et Cartoon Saloon.

## Produits dérivés

### DVD
- Un DVD regroupant les 7 premiers épisodes de la série est sorti en France le 7 juillet 2008.

### Jouets
- Une gamme de figurines représentant les personnages de la série est sorti au Royaume-Uni. On y trouve Skunk, Dragon, Babouin, Lapin, Renarde, les Singes Ninjas.. Des pogs à l'effigie de la série ont également été créés.

## Long Métrage
Cartoon Saloon travaille sur un futur film basé sur la série Skunk Fu!. le titre provisoire est Skunk Fu! : Exit The Dragon. Aucune date de sortie n'a été annoncée.

## Récompenses
- La série a remporté le prix de la meilleure série d'animation jeunesse aux IFTA (Irish Film and Television Awards)